# Acuerdo Costa Rica-Fondo Monetario Internacional
El Acuerdo Costa Rica-Fondo Monetario Internacional es un acuerdo negociado entre el Gobierno de Costa Rica y el Fondo Monetario Internacional (FMI) por 1778 millones de dólares americanos en el marco del Servicio Ampliado del Fondo (SAF) para asistir con la recuperación y estabilización económica a raíz de la crisis económica producida por la pandemia de COVID-19. 

## Historia
El 22 de enero de 2021 se anunció que las autoridades gubernamentales costarricenses y el personal técnico del FMI habían llegado a un acuerdo para solicitar un SAF mediante la consulta anual usual que sostiene con sus miembros de acuerdo al artículo IV de su estatuto, en el caso de Costa Rica recabando la información financiera necesaria para emitir un reporte sobre los avances y reformas del país. En el informe los personeros del FMI reportaron que Costa Rica cumplía con los requisitos para un SAF de tres años, la recomendación debía ser aprobada por la Junta Directiva del FMI.
El 1 de marzo de 2021 el Directorio del FMI aprobó un acuerdo ampliado por 36 meses del SAF para la República de Costa Rica.
El presidente interino del FMI Mitsuhiro Furusawa declaró: 

Las autoridades de Costa Rica han respondido rápidamente al shock de la pandemia COVID-19, lo que ha permitido evitar una crisis más grave. Sin embargo, el impacto socioeconómico de la pandemia ha sido considerable, debilitando su posición fiscal y generando un déficit alto de financiamiento. 

Ante este contexto, el Servicio Ampliado del FMI respaldará el programa formulado por el país, dirigido a garantizar la estabilidad macroeconómica, apoyar una recuperación gradual y avanzar en la agenda de reformas.

Al respecto, el presidente del Banco Central de Costa Rica Rodrigo Cubero manifestó:

Se trata, sin lugar a dudas, de un paso fundamental en el esfuerzo que el país viene haciendo por fortalecer la sostenibilidad fiscal, por un crecimiento económico más fuerte, más equitativo y más sostenible.

Además de utilizarse para reactivación económica, el préstamo se utilizará para aminorar la deuda externa y cambiar deuda alta por una más baja.
Por su parte el ministro de Hacienda Elián Villegas aseguró: 

El país se encuentra nuevamente a las puertas de retomar la senda de la estabilidad fiscal, de la mano con una actitud de responsabilidad fiscal por parte del Gobierno.

Y según el embajador de Costa Rica en Estados Unidos Fernando Llorca Castro:

Confiamos en que el acuerdo es especialmente favorable para Costa Rica, de cara a la reactivación económica en la que nos encontramos, muy especialmente para el proceso de reactivación económica de la actividad turística. Costa Rica ha sacado provecho del sector salud, el cual cuenta con cobertura universal, para aplicar la vacuna contra el Covid-19 desde el 24 de diciembre del 2020. En los próximos meses, el país espera ofrecer al turista internacional, no solamente el mejor destino turístico de siempre, sino también el más seguro por la pandemia, tanto para los viajeros como para los nacionales.

El acuerdo debe ser ratificado por la Asamblea Legislativa de Costa Rica con un mínimo de 38 votos. El expresidente y Premio Nobel de la Paz Óscar Arias Sánchez solicitó a los diputados de su partido aprobar el crédito.
El 2 de julio de 2021 los diputados aprobaron en primer debate el acuerdo con el voto de la mayoría de fracciones. El oficialista Partido Acción Ciudadana votó en bloque, en el Partido Liberación Nacional (la bancada mayor en el Parlamento) votaron a favor 14 de 17 diputados, estando el resto ausentes. En el Partido Unidad Social Cristiana hubo seis a favor y dos en contra de ocho en total. En Restauración Nacional se anunció el voto en bloque a favor aunque solo tres diputados estuvieron presentes al momento de la votación, mientras que los diputados de Nueva República votaron también a favor todos los presentes (cuatro de seis con dos ausentes).
En contra votó el diputado de izquierda José María Villalta, único del Frente Amplio, la bancada del Partido Integración Nacional compuesta por dos diputados y el derechista Dragos Dolanescu Valenciano, independiente.

## Oposición
Al acuerdo se oponen los sindicatos de la Asociación de Profesores de Segunda Enseñanza (APSE), la Unión Nacional de Empleados de la Caja y la Seguridad Social (Undeca), la Asociación Nacional de Educadores y Educadoras (ANDE), la Asociación Nacional de Empleados Públicos y Privados (ANEP) y el Sindicato de Empleados de la Universidad de Costa Rica (SINDEU), entre otras cosas por su oposición a la venta de algunas instituciones estatales como la Fábrica Nacional de Licores (FANAL) y el Banco Internacional de Costa Rica (BICSA), así como a la Ley de Empleo Público que vendría a unificar salarios y reducir beneficios del sector público.
En una inusual coincidencia con los sindicatos, al acuerdo se opone también la Unión Costarricense de Cámaras y Asociaciones de la Empresa Privada (Uccaep), principal organización empresarial del país. Esta se opone a renta global, impuesto a casas de lujo e impuestos a cooperativas y asociaciones solidaristas.

## Respaldo público
De acuerdo con una encuesta realizada por el CINPE de la Universidad Nacional 27,56% está en total desacuerdo, un 3,98% se mostró indiferente, un 20,45% poco de acuerdo, un 32,39% medianamente de acuerdo y un 15,63% totalmente a favor.

## Condiciones
A cambio del crédito el FMI exige a Costa Rica una serie de reformas que incluirían la reducción del déficit fiscal, reducción del estado, venta de bienes como FANAL y BICSA, la Ley de Empleo Público y la de renta global.
De acuerdo con reportaje del diario La República, los criterios monitoreados por el FMI serían:
- Ninguna imposición o intensificación de restricciones a la realización de pagos y transferencias para transacciones internacionales actuales
- No imposición o intensificación de restricciones a la importación por razones de balanza de pagos;
- No introducción o modificación de prácticas de moneda múltiple
- La no celebración de acuerdos de pagos bilaterales que sean incompatibles con el artículo VIII del Convenio Constitutivo del FMI

Factores hipotéticos que podrían incidir negativamente en el desempeño del país incluyen:
- Cambio inesperado en la pandemia de Covid-19: Alta probabilidad-alto impacto
- Descontento social e inestabilidad política: Alta probabilidad-alto impacto
- Sobreoferta y volatilidad en el mercado petrolero: Probabilidad media-impacto medio
- Intensificación de las tensiones geopolíticas y riesgos de seguridad en la región centroamericana: Probabilidad media-Impacto bajo
- Angustia del sector privado y las cicatrices del economía por la pandemia: Probabilidad media-alto impacto
- Fracaso en obtener consensos en torno a las reformas: Probabilidad media-alto impacto
- Choques de oferta interna causados por cambios en el clima: Probabilidad media-impacto medio.

Sin embargo el propio FMI considera que solo el primero de éstos tiene alguna potencialidad realista.